# Coherent Corp.
Coherent Corp. (NYSE: COHR) er en amerikansk producent af optiske materialer og mikrochips. De har 26.622 ansatte og en årsomsætning på 5 mia. $. Siden 2022 har de ejet laserproducenten Coherent, Inc., som de tog navn efter.
Coherent blev etableret som II-VI Incorporated i 1971 af Carl Johnson og James Hawkey.